# Marie, Marie
Marie, Marie est une chanson française de Gilbert Bécaud sortie en 1959. Elle a été écrite par Pierre Delanoë et composée par Gilbert Bécaud.
Il a été enregistré en 1959 en face B de La Chanson pour Roseline pour le label La Voix de son Maître.

## Présentation
Est le récit à la première personne d'un prisonnier qui écrit une lettre à sa bien-aimée. Dans la lettre il informe qu'à Pâques ou à la Mi-Carême il aura purgé sa peine et sera à nouveau libre et pourra enfin l'embrasser dans leur jardin anglais ; de plus, il la presse de lui écrire plus souvent.
Il reprend le récit de ses journées : il travaille à la bibliothèque et s'amuse avec ses amis poètes Baudelaire et Chateaubriand.
En prison, ils sont bien traités : le dimanche, ils mangent un dessert e le vendredi, ils mangent du poisson. Enfin, il lui rappelle que les bons moments seront bientôt de retour et qu'elle pourra dire je t'aime au prisonnier numéro 14200.
La chanson est sortie sur l'album de 1959 Pilou… Pilou… hé.

## Interprétations notables
- 1959 : Dalida 	Barclay – 60189, France
- 1960 : Dalida 	Barclay – J 30078, Jolly Hi-Fi Records – J 30078, Italie (version italienne)
- 1960 : Marlene Dietrich, Marie, Marie (Berlin Recording Version)
- 1967 : Yves Montand Supraphon – SUA 14846
- 2017 : Gino Paoli & Danilo Rea, Marie, Marie – sur l'album 3, Parco Della Musica Records – MPR 083 CD